# Стовбуненко Федір Якович
Стовбуненко Федір Якович (* бл. 1864 Остап'є — пом. 1933) — український маляр. Майстер українського народного традиційного живопису.

## Творчість
Народився в Хорольському повіті Полтавської губернії (нині Великобагачанський район).
Федір Стовбуненко як майстер народного традиційного живопису малював козаків-бандуристів, статечних і заможних українців, краєвиди із хатою, річкою та лебедями, або ж ліричні, жартівливі чи гумористичні сценки, молодих закоханих тощо. Твори виконані олією на полотні, також і на дикті. Зі збережених творів помітне місце займає картина «Козак-бандурист».
Також займався різьбленням по дереву і позолотою. Вирізав іконостас церкви Пресвятої Трійці в селі Остап'є. Церква розібрана в 1961-63 роках..
Вбитий під час Голодомору.

## Список картин
|                                                         |                                                              |                                                                  |                                                                |
| «Козак-бандурист» (XIX ст.), полотно, олія. 81 х 66 см. | «Козак-бандурист на коні» (1890), полотно, олія. 98 х 80 см. | «Козак-бандурист на коні» (1893), полотно, олія. 98,5 х 65,5 см. | «Козак-бандурист на коні» (1928), полотно, олія. 98 х 79,3 см. |

Відомо що Стовбуненко створив чималу кількість картин, де козак сидить на баскому коні, граючи на бандурі під-час руху. Деякі з цих картин знаходяться в музеях, деякі - в приватних колекціях. Зокрема у виданні-альбомі "Козак Мамай: феномен одного образу та спроба прочитання його культурного «ідентифікаційного» коду" (2008 рік) зображено три надзвичайно схожих візуально картини: «Козак-бандурист» поч. XX ст. (зберігається у київському Полтавському художньому музеї, «Козак-бандурист» 1928 року (зберігається у київському Музеї Івана Гончара) та «Козак-бандурист» 1929 року (зберігається у приватній колекції в Києві).
Серед відомих картин Стовбуненка:
- «Козак-бандурист» (2-га пол. XIX), полотно, олія. 81 х 66 см. Картина знаходиться у  Чернігівському художньому музеї[7][1]
- «Козак-бандурист  на коні» (1890), полотно, олія. 98 х 80 см. Картина знаходиться у Полтавському художньому музеї[3][7][8][9]
- «Козак-бандурист  на коні» (1893), полотно, олія. 98,5 х 65,5 см. Картина знаходиться у приватній колекції (Сімейна колекція Уманських)[10][1][7]
- «Козак-бандурист  на коні» (поч. XX ст.), полотно, олія. 95 х 76 см. Картина знаходиться у Полтавському художньому музеї[7]
- «Козак-бандурист на коні» (1928), полотно, олія. 98 х 79,3 см. Картина знаходиться у київському Музеї Івана Гончара[11][7]
- «Козак-бандурист  на коні» (1929), полотно, олія. 95 х 76 см. Картина знаходиться у приватній колекції (Київ)[7]